# 刘杰 (1956年)
刘杰（1956年10月—），男，汉族，山东高青人，中华人民共和国政治人物，曾任山西省公安厅党委书记、厅长，山西省人民政府副省长。